# Hacsek (jel)
A hacsek (ˇ) ékezet; főleg mássalhangzók hangértékét módosító mellékjel, amelyet egyes szláv és balti nyelvek használnak. A Unicode-ban caron a neve, csehül háček, szlovákul mäkčeň, szlovénül strešica, horvátul és szerbül kvaka vagy kvačica, finnül hattu. Köznapi nyelven egyszerűen csak fordított kalapnak nevezik. (A bal oldali vonásnak vastagabbnak kell lennie, mint a jobb oldalinak.)
Megjegyzendő, hogy három kisbetűn aposztrófhoz hasonló alakban jelenik meg: ľ, ď, ť. Ezek nagybetűs alakjai közül csak az Ľ-en látható hasonló formában, a másik két betű nagybetűs változatán már szabályos kinézetű: Ď, Ť.
Elődjét, a felső pontot a cseh nyelvbe Husz János vezette be a De Ortographia Bohemica c. művében (1406–1412 között), hacsek formában később állandósult. Ma használják a cseh, a szlovák, a szlovén, a szerbhorvát, a szorb, a lett és a litván nyelvben, valamint idegen szavakban és nevekben a finn, az olasz és az észt is.
A matematikában szimbólumként, esetleg az adott kifejezést modifikáló tagként ismerhető fel.

## Karakterek
| Betű | Ejtése   | Előfordulása  | Unicode kód          |
| ---- | -------- | ------------- | -------------------- |
| č    | t͡ʃ (cs)  | mind          | č: U+010D, Č: U+010C |
| ď    | ɟ (gy)   | cseh, szlovák | ď: U+010F Ď: U+010E  |
| ǯ    | d͡ʒ (dzs) | kolta számi   | ǯ: U+01EF Ǯ: U+01EE  |
| ě    | je       | cseh          | ě: U+011B, Ě: U+011A |
| ǧ    | ɟ͡ʝ (gyj) | kolta számi   | ǧ: U+01E7 Ǧ: U+01E6  |
| ǩ    | c͡ç (tyh) | kolta számi   | ǩ: U+01E9 Ǩ: U+01E8  |
| ľ    | ʎ (lj)   | szlovák       | ľ: U+013E, Ľ: U+013D |
| ň    | ɲ (ny)   | cseh, szlovák | ň: U+0148, Ň: U+0147 |
| ř    | rʒ (rzs) | cseh          | ř: U+0159, Ř: U+0158 |
| š    | ʃ (s)    | mind          | š: U+0161, Š: U+0160 |
| ť    | c (ty)   | cseh, szlovák | ť: U+0165 Ť: U+0164  |
| ž    | ʒ (zs)   | mind          | ž: U+017E, Ž: U+017D |